# Sankt Pantaleon
Sankt Pantaleon osztrák község Felső-Ausztria Braunau am Inn-i járásában. 2018 januárjában 3085 lakosa volt.

## Elhelyezkedése

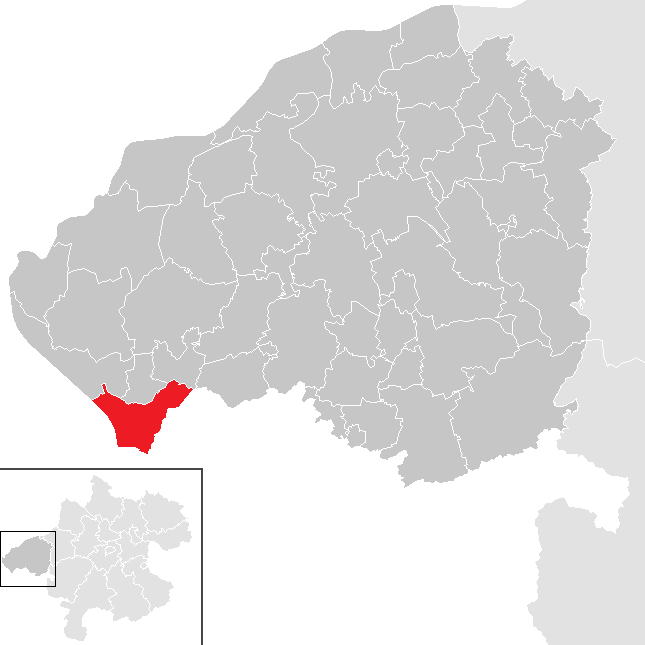
Sankt Pantaleon a Braunau am Inn-i járásban

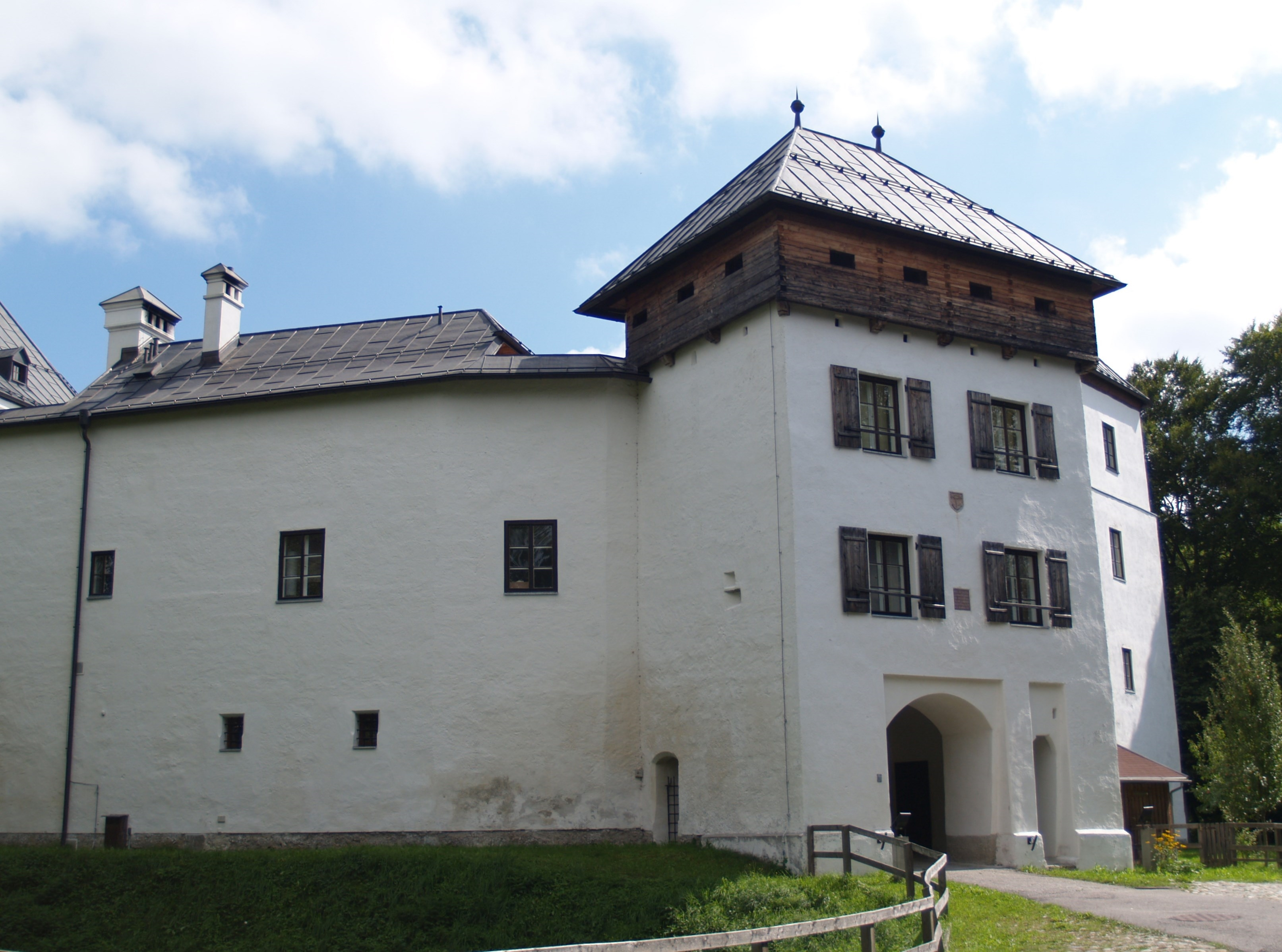
A wildshuti várkastély

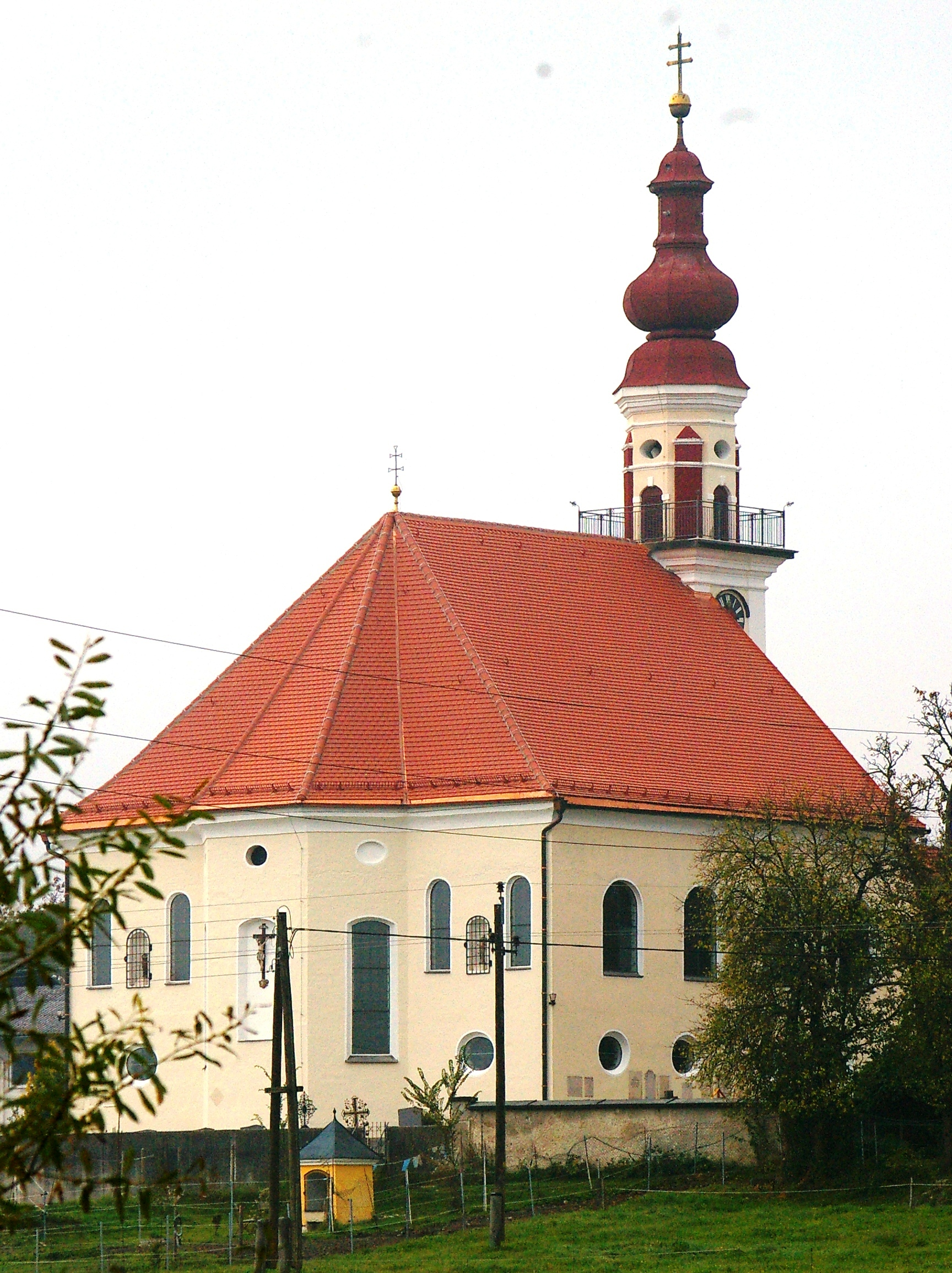
A Szt. Pantaleon-plébániatemplom

Sankt Pantaleon Felső-Ausztria nyugati részen, az Innviertel régióban fekszik, közvetlenül a német határ mellett, a Moosach (a Salzach mellékfolyója, a Salzach alkotja a község nyugati határát és egyben az osztrák-német határt is) mentén. Legnagyobb állóvize a Höllerersee. Területének 23,6%-a erdő, 63,7% áll mezőgazdasági művelés alatt. Az önkormányzat 15 településrészt és falut egyesít: Hollersbach (29 lakos 2018-ban), Kirchberg (212), Laubenbach (18), Loidersdorf (106), Mühlach (15), Pirach (58), Reith (204), Riedersbach (810), Roidham (26), Sankt Pantaleon (914), Seeleiten (81), Steinwag (33), Stockham (83), Trimmelkam (362) és Wildshut (134).
A környező önkormányzatok: északnyugatra Ostermiething, északra Haigermoos, északkeletre Franking, délre Sankt Georgen bei Salzburg (Salzburg tartomány), nyugatra Fridolfing (Németország).

## Története
St. Pantaleon alapításától kezdve 1779-ig Bajorországhoz tartozott, amikor azonban a bajor örökösödési háborút lezáró tescheni béke következtében a teljes Innviertel Ausztriához került át. A napóleoni háborúk során 1809-ben a régiót a franciákkal szövetséges Bajorország visszakapta, majd Napóleon bukása után ismét Ausztriáé lett. 
A köztársaság 1918-as megalakulásakor a községet Felső-Ausztria tartományhoz sorolták. Miután Ausztria 1938-ban csatlakozott a Német Birodalomhoz, az Oberdonaui gau része lett és a szomszádps Haidermoost hozzácsatolták. A nemzetiszocialista rezsim idején Weyerben (ma Haidermoos) átnevelő- és cigánymunkatábort tartottak fenn a mai Spick fogadó épületében. A második világháború után a község visszakerült Felső-Ausztriához. 

## Lakosság
A Sankt Pantaleon-i önkormányzat területén 2018 januárjában 3085 fő élt. A lakosságszám 1961 óta 3000 körül stagnál. 2016-ban a helybeliek 87%-a volt osztrák állampolgár; a külföldiek közül 3,6% a régi (2004 előtti, főleg Németország), 4,4% az új EU-tagállamokból érkezett. 4% a volt Jugoszlávia (Szlovénia és Horvátország nélkül) vagy Törökország, 1,1% egyéb országok polgára. 2001-ben a lakosok 78%-a római katolikusnak, 3,3% evangélikusnak, 1% ortodoxnak, 5,1% mohamedánnak, 10,1% pedig felekezeten kívülinek vallotta magát. Ugyanekkor 14 magyar élt a községben. A legnagyobb nemzetiségi csoportokat a német (88,7%) mellett a horvátok (5,6%) és a szerbek (1,5%) alkották. 

## Látnivalók
- a wildshuti várkastélyt először 1115-ben említik. Sokáig a bajor hercegek vadászkastélya volt. Osztrák tulajdonba kerülése után a járásbíróság székhelyét költöztették ide. A bírósági körzet 2002-es megszüntetése után magánkézbe került.
- a gótikus Szt. Pantaleon-plébániatemplom 1400-1500 között épült
- a Höllerersee

## Fordítás
- Ez a szócikk részben vagy egészben  a   St. Pantaleon (Oberösterreich) című német Wikipédia-szócikk ezen változatának fordításán alapul.  Az eredeti cikk szerkesztőit annak laptörténete sorolja fel. Ez a jelzés csupán a megfogalmazás eredetét és a szerzői jogokat jelzi, nem szolgál a cikkben szereplő információk forrásmegjelöléseként.